# Alejandra Contreras Altmann
Alejandra Contreras Altmann es licenciada en Derecho y abogada de la Pontificia Universidad Católica de Chile, actualmente dirige la División de Educación Superior del Ministerio de Educación de Chile. 

## Educación
Es licenciada en Derecho y abogada de la Pontificia Universidad Católica de Chile, magíster en Gestión y Políticas Públicas de la Universidad de Chile, y diplomada del Programa Latino Americano de Gerencia Pública de la misma casa de estudios.

## Profesional
Se desempeñó como procuradora del Estudio Jurídico Laiz, Mendía y Morales. Posteriormente, fue procuradora del Departamento de Asesoría Legal de la Bolsa de Comercio de Santiago. Entre 1992 y 2000 trabajó en el Consejo Superior de Educación (actual Consejo Nacional de Educación), primero como integrante y luego como directora del Departamento Jurídico de esta institución. En 1996 asumió como jefa del Departamento Académico.
En enero de 2001 se integra al Ministerio de Educación, donde desarrolla una extensa trayectoria, como jefa del Componente de Fortalecimiento Institucional del Programa MECESUP, jefa del Departamento Jurídico de la División de Educación Superior, directora ejecutiva de la Comisión Administradora del Sistema de Créditos para Estudios Superiores, entre otros.
En junio de 2016 asume como jefa de la División de Educación Superior de Mineduc.